# 9K38 Igla
El 9K38 «Igla» (en ruso: 9К38 «Игла», en español: Aguja, designación OTAN: SA-18 Grouse) es un misil superficie-aire portátil soviético/ruso guiado por infrarrojos (SAM). "9K38" es la denominación rusa (del ruso: Главное ракетно-артиллерийское управление МО РФ (ГРАУ), Glavnoye raketno-artilleriyskoye Upravlenie ‘GRAU’) del sistema. Una versión temprana o simplificada fue el 9K310 Igla-1 o SA-16 Gimlet.

## Historia
El desarrollo del sistema de defensa antiaérea portátil "Igla" de corto alcance (MANPADS) comenzó en Kolomna OKB en 1971. Contrario a lo reportado, el Igla no es una versión mejorada de la familia del Strela,(Strela-2/SA-7 y del Strela-3/SA-14), siendo un proyecto nuevo en su totalidad. Las metas principales eran crear un misil más refractario a las contramedidas con mayor enganche que la serie Strela.
Dificultades técnicas hicieron rápidamente obvio tomaría bastante más tiempo que el presupuestado, sin embargo el programa se dividió en dos:
- Mientras el desarrollo del Igla de total capacidad continuó, una versión simplificada (Igla-1) con un buscador simple IR basado en el anterior Strela-3/SA-14 podría desarrollarse y entrar en servicio antes de la versión totalmente desarrollada.

### Igla-1
El sistema 9K310 Igla-1 y su misil 9M313  fueron aceptados en el servicio del Ejército Rojo, el 11 de marzo de 1981.
La principal diferencia con el Strela-3 incluye un sistema de identificación de enemigos que previene de atacar a aviones amigos, un compensador mejorado y super elevación para compensar los disparos y reducir e rango de alcance mínimo, un cohete ligeramente mayor, arrastre reducido con un sistema de guía mejorado que extiende el alcance máximo mejora el rendimiento contra blancos rápidos y maniobrables, una mejora en la letalidad contra el blanco asegurada por la combinación de espoleta de impacto retardado, maniobras terminales que aseguren el impacto al fuselaje y no a la tobera, una cantidad adicional de combustible para que sirviera de explosivo, una resistencia mejorada a las contramedidas de infrarrojos (bengalas y series de emisores de decepción) y levemente mejorada capacidad de percepción.

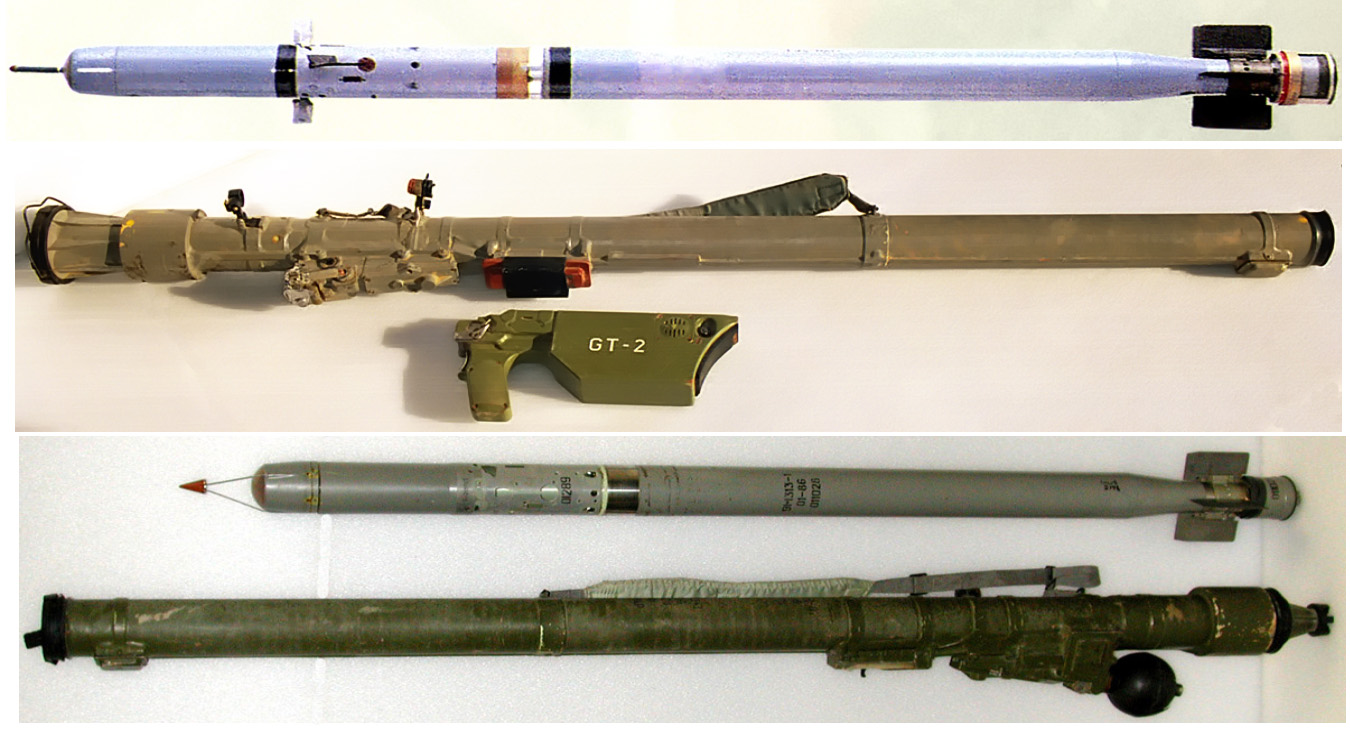
Arriba un misil SA-18 su tubo lanzador. Abajo un misil SA-16 (Igla-1) y tubo lanzador.

De acuerdo a la fábrica, pruebas sudafricanas mostraron la superioridad del Igla sobre el Stinger contemporáneo. Sin embargo, otras pruebas realizadas en Croacia no muestran ninguna superioridad, pero igualan la capacidad de búsqueda y sólo un leve mayor tiempo de vuelo y capacidad del Igla.
De acuerdo a Kolomna OKB, el Igla-1 tiene una Pk (letalidad) de 0.30 a 0.48 contra blancos no protegidos. En otro reporte del fabricante reclama un Pk de 0.59 contra bancos aproximándose y de 0.44 contra un caza F-4 Phantom II que no emplea contramedidas infrarrojas o medidas evasivas.
El uso más notable del 9K38 Igla (SA-16) fue durante la Guerra del Golfo. El 17 de enero de 1991, un bombardero Panavia Tornado de la Royal Air Force fue derribado por un SA-16 MANPADS iraquí después de una fracasada misión de bombardeo.

### Igla

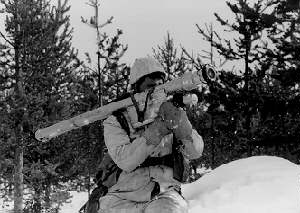
Soldado con un lanzador Igla-1.

El 9K38 Igla de capacidad completa, con su misil 9M39  fue aceptado finalmente en el Ejército Rojo en 1983. Las principales mejoras hechas al Igla-1 incluyeron mayor resistencia a las bengalas y a las contramedidas, un buscador más sensible, expandiendo su capacidad de enganche desde atrás para incluir cazas de aproximación en ángulo estrecho (amplio rango de capacidad) bajo circunstancias favorables, una autonomía ligeramente mayor, un impulso mayor, un cohete de ignición más corta con un pico de velocidad máxima mucho mayor (pero aproximadamente el mismo tiempo en la misma autonomía), y un propulsor que actuaba como alto explosivo cuando detonaba como carga secundaria en el impacto.
Pruebas en Finlandia demostraron que en comparación con el misil francés Mistral, el 9K38 Igla tenía alcance inferior menor sensitividad del buscador y cabeza explosiva más pequeña, pero era más resistente a las contramedidas.
La variante naval del 9K38 Igla tiene el nombre OTAN de SA-N-10 Grouse.

## Otras variantes

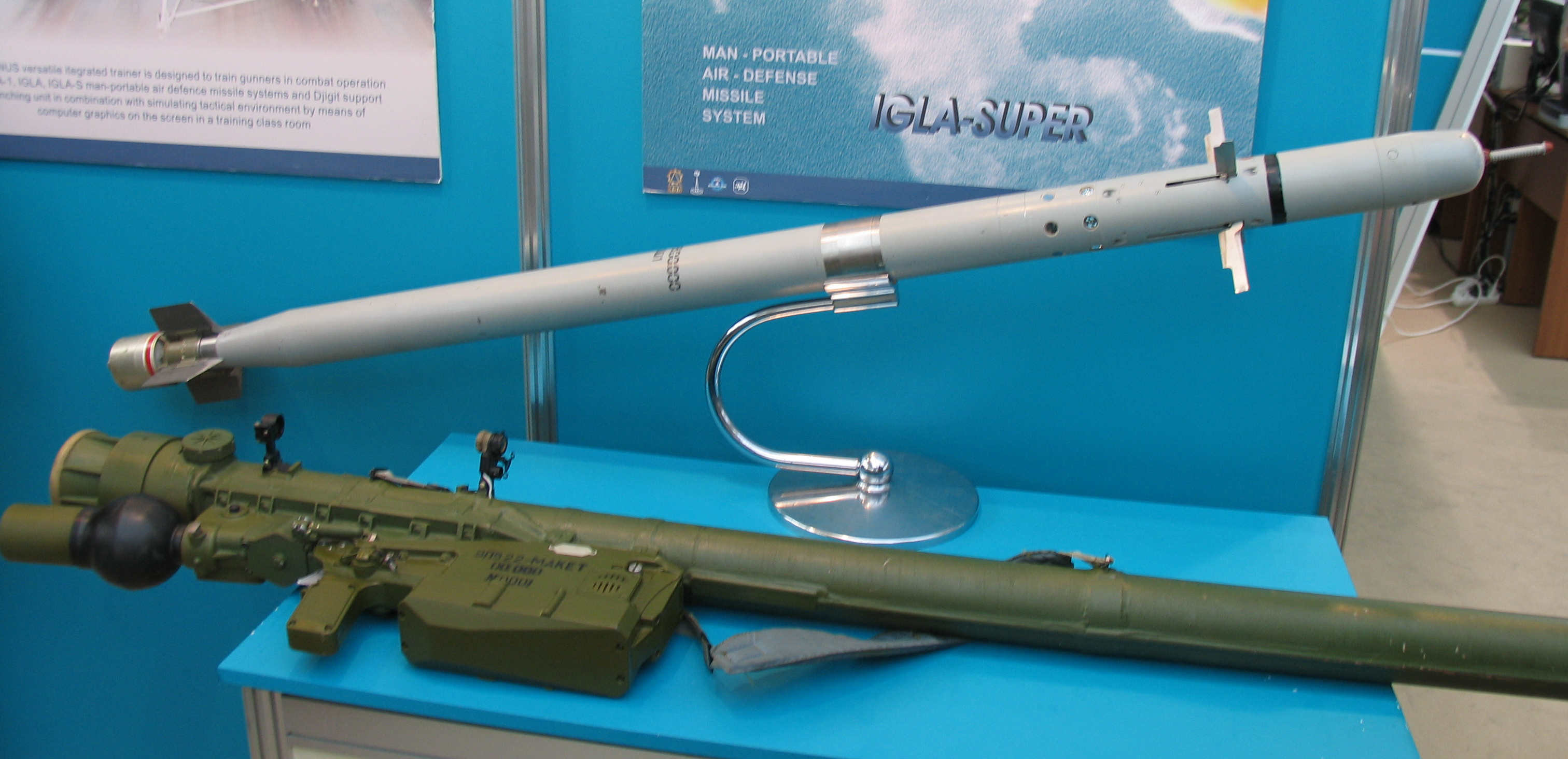
Misil Igla-1S

Otras variantes del Igla fueron desarrolladas para usos específicos:
Igla-1Eversión de exportación.
Igla-1Mversión mejorada del 9K38 Igla. Entró en servicio con los militares soviéticos a finales de los 1980s.
Igla-1Dversión para paracaidistas y fuerzas especiales que tenía misil y lanzador separados.
Igla-1Vversión aerotransportada especial para helicópteros de ataque.
Igla-1Nversión con mayor cabeza de guerra pero con velocidad y rango menor.
Igla-1Aversión de exportación?
Igla-1Sla más nueva de las variantes con mejoras significativas , mayor autonomía, buscador más sensible, resistencia a contra medidas mejorada y cabeza de guerra mayor.

## Probable uso contra el avión presidencial de Estados Unidos
El 12 de agosto de 2003, como resultado de una Operación Aguijón hecha en la cooperación de agencias de inteligencias estadounidense, británicas y rusas, Hemant Lakhani, un ciudadano británico, fue interceptado cuando trataba de introducir en Estados Unidos un Igla. Él afirmó que intentaba usar el misil contra el Air Force One, el avión presidencial de Estados Unidos, o un avión comercial estadounidense, y se confirmó que intentaba comprar 50 más de estos misiles.
Según esta versión, el FSB ruso detectó al distribuidor en Rusia, aproximándose a él agentes encubiertos estadounidenses como terroristas que querían derribar aviones en Estados Unidos. Proporcionó un Igla que no funcionaba, entregado a su vez por agentes rusos encubiertos, siendo arrestado en Newark, Nueva Jersey, cuando hacía la entrega a un agente encubierto estadounidense. Un ciudadano hindú de ideología musulmana residente en Malasia, Moinuddeen Ahmed Hameed, y uno judío-estadounidense Yehuda Abraham, presidente de la compañía comercializadora de diamantes Ambuy Gem Corp, entregaron el dinero, por lo que fueron arrestados. El 13 de agosto de 2003, el FBI liberó un comunicado de prensa acerca del caso. Ambos fueron enjuiciados.

## Operadores
Los misiles antiaéreos Igla e Igla-1 SAMs han sido exportados de la Unión Soviética a más de 30 países, incluyendo Angola, Bosnia y Herzegovina, Botsuana, Brasil, Bulgaria (producía el sistema), Croacia, Cuba, Egipto, Ecuador, El Salvador (utilizado por el Frente Farabundo Martí para la Liberación Nacional, FMLN), Eritrea, Finlandia, Hungría, India, Irán, Irak, Macedonia del Norte, Malasia, México, Marruecos, Corea del Norte, Perú, Polonia, Serbia, Singapur, Eslovaquia, Slovenia, Corea del Sur, Sri Lanka, Siria, Tailandia, Turquía, Emiratos árabes unidos, Venezuela y Zimbabue. Se sabe que muchas guerrillas y organizaciones terroristas tienen Iglas entre sus armas. Autodeclarados operadores del Tigres de Liberación del Eelam Tamil, una organización rebelde peleando por una patria para los Tamil en la isla de Sri Lanka, fueron arrestados en agosto de 2006 por agentes encubiertos del FBI, actuando como traficantes de armas, mientras trataban comprar Iglas. En 2003 cada unidad costaba USD60 000–80 000 en el mercado informal.

### Igla-1E (SA-16)

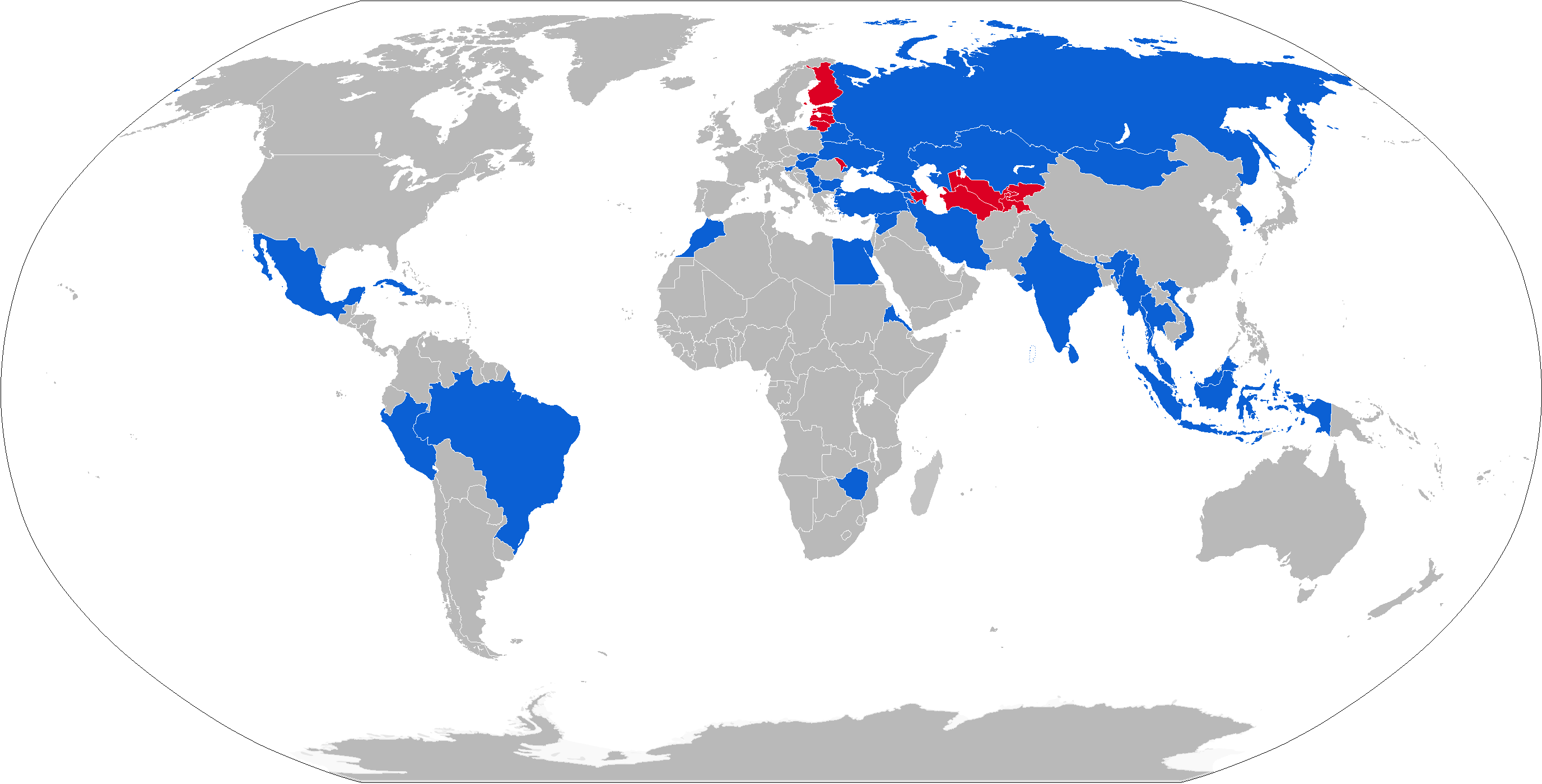
Operadores PZRK «Iglа-1» e «Iglа»
Antiguos operadores.

- Angola
- Armenia
- Bulgaria
- Croacia
- Cuba
- Ecuador
- Finlandia - conocido como ItO 86
- Georgia
- Hungría
- Irán
- Irak
- Birmania
- Corea del Norte - >550
- Corea del Sur
- Perú
- Polonia
- Rusia
- Eslovaquia
- Eslovenia
- Unión Soviética - Antiguo operador
- Siria
- Ucrania
- EAU
- Vietnam

### Igla (SA-18)
- El Salvador
- Armenia
- Bielorrusia
- Brasil
- Bulgaria
- Egipto
- Ecuador
- Eritrea
- Finlandia -conocido como ItO-86M
- Georgia
- Hungría
- Indonesia
- India
- Irán
- Kazajistán
- Macedonia del Norte
- Birmania
- Malasia
- México - Armada de México
- Marruecos
- Perú
- Rusia
- Serbia
- Singapur - Fuerza Aérea de la República de Singapur
- Sri Lanka
- Eslovaquia
- Unión Soviética - Antiguo operador
- Siria Colombia

- Tailandia
- Turquía
- Ucrania
- Zimbabue

### Igla-S (SA-24)
- Armenia
- Azerbaiyán
- Brasil
- Libia
- Rusia
- Eslovenia
- Tailandia
- Venezuela
- Vietnam

## Otros usos
El GLL Igla es un proyecto ruso scramjet reciente dirigido por TsIAM.

### Armas similares
- FIM-92 Stinger
- Misil Starstreak
- 9K32 Strela-2
- 9K34 Strela-3
- KP-SAM Shingung
- Fliegerfaust
- MBDA Mistral
- RBS-70

### Listas relacionadas
- Anexo:Tabla comparativa entre sistemas de defensa aérea portátiles
- Anexo:Lista de Misiles antiaéreos de la Unión Soviética